# Coupe des coupes de rink hockey 1977
Navigation
Coupe des coupes 1978
La Coupe des coupes de rink hockey 1977 est la première édition de la dite compétition organisé par le CERH. Elle regroupe six participants venant d'Allemagne, de Belgique, d'Espagne, de France, d'Italie et du Portugal dans une compétition se déroulant de janvier à juin 1977.
L'AD Oerias, le club représentant le Portugal, obtient le premier titre face à Arenys de Munt à l'issue d'une séance de tirs au but.

## Participants
| Club           | Pays     | Qualification                          |
| -------------- | -------- | -------------------------------------- |
| Royal Sunday   | Belgique | Vainqueur de la Coupe de Belgique 1976 |
| Gujan-Mestras  | France   | Deuxième du championnat de France 1976 |
| Novara         | Italie   | Vainqueur de la Coupe d'Italie 1976    |
| Oreiras        | Portugal | Finaliste de la Coupe du Portugal 1976 |
| Arenys de Munt | Espagne  | Demi-finaliste de la Coupe du Roi 1976 |
| Basel          | Suisse   | Vainqueur de la Coupe de Suisse 1976   |

### Note
1. ↑  Le match se conclut par une séance de tirs au but qui est remporté par Oreiras sur le score de 7 buts contre 4.

### Source de la traduction
- (it) Cet article est partiellement ou en totalité issu de l’article de Wikipédia en italien intitulé « Coppa delle Coppe 1976-1977 (hockey su pista) » (voir la liste des auteurs).